# Puccinia recedens
Puccinia recedens ist eine Ständerpilzart aus der Ordnung der Rostpilze (Pucciniales). Der Pilz ist ein Endoparasit der Korbblütlergattung Senecio. Symptome des Befalls durch die Art sind Rostflecken und Pusteln auf den Blattoberflächen der Wirtspflanzen. Sie ist im nördlichen Nordamerika verbreitet.

## Merkmale

### Makroskopische Merkmale
Puccinia recedens ist mit bloßem Auge nur anhand der auf der Oberfläche des Wirtes hervortretenden Sporenlager zu erkennen. Sie wachsen in Nestern, die als gelbliche bis braune Flecken und Pusteln auf den Blattoberflächen erscheinen.

### Mikroskopische Merkmale
Das Myzel von Puccinia recedens wächst wie bei allen Puccinia-Arten interzellulär und bildet Saugfäden, die in das Speichergewebe des Wirtes wachsen. Ihre Spermogonien und Aecien sind unbekannt. Die überwiegend unterseitig auf den Wirtsblättern wachsenden Telien der Art sind kastanienbraun, kompakt und unbedeckt, sie stehen in dichten, zusammenfließenden Gruppen. Die goldenen bis hell zimtbraunen Teliosporen sind zweizellig, in der Regel lang eiförmig bis länglich und 36–48 × 14–18 µm groß. Ihre Stiele sind mehr oder minder farblos und bis zu 35 µm lang.

## Verbreitung
Das bekannte Verbreitungsgebiet von Puccinia recedens reicht von den nördlichen USA bis nach Kanada.

## Ökologie
Die Wirtspflanzen von Puccinia recedens sind verschiedene Greiskräuter (Senecio spp.). Der Pilz ernährt sich von den im Speichergewebe der Pflanzen vorhandenen Nährstoffen, seine Sporenlager brechen später durch die Blattoberfläche und setzen Sporen frei. Die Art durchläuft einen mikrozyklischen Entwicklungszyklus ohne Uredien, von dem bislang nur Telien sowie deren Wirt bekannt sind; Spermogonien und Aecien konnten ihr nicht zugewiesen werden.